# Moose (worstelaar)
Quinn Ojinnaka (Seabrook, 23 april 1984), beter bekend Moose, is een Amerikaans professioneel worstelaar die 2016 actief is in Impact Wrestling.
Moose begon zijn carrière bij de worstelorganisatie Ring of Honor (ROH) van 2014 tot aan 2016. Door een samenwerking met New Japan Pro Wrestling (NJPW), verscheen hij sporadisch bij NJPW. Tevens heeft hij ook gewerkt voor Global Force Wrestling (GFW) en in het (Europese) onafhankelijke worstelcircuit.
In 2016 kreeg hij meer regionale bekendheid bij Total Nonstop Action Wrestling (TNA), dat nu bekend staat als Impact Wrestling. Hij is een voormalige TNA World Heavyweight Champion en Impact World Champion. Daarnaast is hij een 2-voudig Impact Grand Champion. Hij heeft bij verschillende pay-per-view (PPV) evenmenten de hoofdrol gespeeld van het bedrijf.

## Privé
Ojinnaka is van Nigeriaanse Igbo-afkomst.

## Prestaties
- German Wrestling Federation
  - GWF Heavyweight Championship (1 keer)[6]
- I Believe in Wrestling
  - SCW Florida Heavyweight Championship (1 keer)[6]
- International Pro Wrestling: United Kingdom
  - IPW:UK World Championship (1 keer)[6]
- Pro Wrestling 2.0
  - PW2.0 Heavyweight Championship (1 keer)[6]
- Pro Wrestling Illustrated
  - Rookie of the Year (2015)
  - Ranked No. 40 of the top 500 singles wrestlers in the PWI 500 in 2021[7]
- Premiere Wrestling Xperience
  - PWX Innovative Television Championship (1 keer)[6]
- Southern Wrestling Association
  - Rhymer Cup (2015) – met AR Fox
- Total Nonstop Action/Impact Wrestling
  - Impact World Championship (1 keer)[6]
  - TNA World Heavyweight Championship (1 keer)[6]
  - Impact Grand Championship (2 keer)[6]
  - Call Your Shot Gauntlet (2021)
  - Feast or Fired (2018 – World Championship contract)
  - TNA Joker's Wild (2017)